# Gerson Rodrigues
Gerson Rodrigues Leal Coreia (* 20. Juni 1995 in Pragal) ist ein luxemburgischer Fußballspieler mit portugiesischen Wurzeln, der bei Kanchanaburi Power FC in Thailand unter Vertrag steht. Er spielt außerdem seit 2017 für die A-Nationalmannschaft Luxemburgs und ist dort mit 23 Treffern Rekordtorschütze.

## Karriere

### Vereine
Rodrigues spielte der Jugend von Union Luxemburg, dem FC Metz sowie Swift Hesperingen, gab beim letztem in der Saison 2012/13 sein Debüt für die damalige Zweitligamannschaft und stieg mit ihr in die BGL Ligue auf. Nach einer weiteren Spielzeit für Hesperingen wechselte er zu Union 05 Kayl/Tétange und ein Jahr später zu RFC Union Luxemburg. Im Sommer 2016 schloss er sich dann CS Fola Esch an und wurde durch gute Leistungen im Februar 2017 erstmals in die Nationalmannschaft Luxemburgs berufen. Nachdem er verspätet aus dem Sommerurlaub zurückkam und die ersten Trainingseinheiten der Saison 2017/18 verpasste, suspendierte ihn der Verein Ende Juni. Daraufhin wurde der Vertrag aufgelöst und Rodrigues wechselte Anfang Juli zum niederländischen Zweitligisten Telstar in die Eerste Divisie. Hier spielte er bis in die Winterpause und wechselte dann am 30. Januar 2018 zum moldawischen Rekordmeister Sheriff Tiraspol in die Divizia Națională. In seiner ersten Saison konnte er auf Anhieb den nationalen Meistertitel feiern und erzielte dabei in 21 Einsätzen acht Tore, was Platz vier in der Torjägerliste bedeutete.
Am 16. Januar 2019 wurde dann sein Wechsel zum japanischen Erstligisten Júbilo Iwata in die J1 League bekannt gegeben. Sein Vertrag galt über drei Jahre und er trug die Rückennummer 11.
Doch schon sechs Monate später wechselte Rodrigues weiter zum ukrainischen Verein Dynamo Kiew. Hier unterschrieb er einen Fünfjahresvertrag, die Ablöse soll sich auf rund 2 Millionen Euro belaufen haben. In der folgenden Winterpause wurde er bis zum Saisonende an den türkischen Erstligisten MKE Ankaragücü verliehen. Dort wurde sein Vertrag nach einem Handgemenge mit Kapitän Ante Kulušić am 16. Juli 2020 vorzeitig aufgelöst und er kehrte nach Kiew zurück. Dort gewann er Ende August den nationalen Supercup im Spiel gegen Schachtar Donezk. Beim 3:1-Sieg im Olympiastadion von Kiew erzielte er in der 31. Minute das zwischenzeitliche 2:0. In der folgenden Saison konnte er dann das Double aus Meisterschaft und Pokalsieg feiern und spielte erstmals in der UEFA Champions League. Rodrigues erzielte dabei wettbewerbsübergreifend in 38 Pflichtspielen sieben Treffer.
Kurz vor Schließung des Transferfensters am 31. August 2021 wurde Rodrigues an ES Troyes AC in der Ligue 1 ausgeliehen. Dort schoss er gleich im ersten Pflichtspiel gegen den FC Metz (2:0) den Treffer zur Führung. Am 17. Februar 2022 wurde Rodrigues dann wegen mehrerer Disziplinlosigkeiten vom Verein suspendiert, jedoch klagte er mit seinem Berater Ahmed Nouma dagegen. Doch einen Monat später wurde seine endgültige Entlassung und das Ende der Leihe offiziell. Im März 2022 wechselte Rodrigues dann leihweise auf Grund des Russischen Überfalls auf die Ukraine zum türkischen Zweitligisten Eyüpspor. Nach Saisonende ging er dann leihweise weiter zu al-Wahda in die Saudi Professional League. Im Sommer 2023 kehrte er wieder in die Türkei zurück und schloss sich per Leihe dem Erstligisten Sivasspor an. Auch diese wurde nach nur sechs Monaten wieder beendete und Rodrigues ging erneut leihweise zum ŠK Slovan Bratislava in die slowakischen Ersten Liga. Dort erzielte der Mittelfeldakteur in seinem ersten Ligaspiel beim 4:0-Auswärtserfolg gegen den MŠK Žilina sofort einen Treffer und konnte schon Mitte April die nationale Meisterschaft feiern. Doch auch hier wurde Anfang Mai sein Vertrag wieder vorzeitig aufgelöst, nachdem der Stürmer durch verschiedene Disziplinlosigkeiten aufgefallen war. Am 15. Juli 2024 gab dann der chinesischen Zweitligisten Guangxi Pingguo Haliao FC die Leihe des Spielers bis zum Jahresende bekannt. Anfang November schoss er dann auch am 30. und letzten Spieltag der Saison seinen ersten Ligatreffer beim 1:1-Unentschieden auswärts gegen Chongqing Tongliang Long FC. Ende Januar 2025 folgte dann die nächste Leihe an  AVS Futebol SAD aus der Primeira Liga in Portugal. Bei seinem ersten Ligaspiel gegen CD Santa Clara wurde Rodrigues in der 72. Minute eingewechselt und erzielte bei der 1:2-Auswärtsniederlage in der Nachspielzeit den Ehrentreffer.
Zur Saison 2025/26 wechselte der Mittelstürmer dann fest zum thailändischen Erstliga-Aufsteiger Kanchanaburi Power FC.

### Nationalmannschaft
Nach seiner Einbürgerung spielte Rodrigues am 25. März 2017 bei der 1:3-Niederlage im Heimspiel in der WM-Qualifikation gegen Frankreich erstmals für die luxemburgische A-Nationalmannschaft. Knapp sechs Monate später, im Rückspiel in Toulouse, traf er als Einwechselspieler in der 79. Minute den Pfosten; das Spiel endete mit einem torlosen Unentschieden. Seine ersten beiden Treffer konnte er jeweils im Hin (2:1)- und Rückspiel (1:1) der EM-Qualifikation 2019 gegen Litauen erzielen. Am 21. März 2024 scheiterte er mit Luxemburg in den Play-offs zur Europameisterschaft 2024 gegen Georgien (0:2). Mit insgesamt 23 Treffern in 72 Länderspielen ist er der aktuelle Rekordtorschütze seines Landes.

## Erfolge
- Moldauischer Meister: 2018
- Ukrainischer Superpokalsieger: 2020
- Ukrainischer Meister: 2021
- Ukrainischer Pokalsieger: 2021
- Slowakischer Meister: 2024

## Sonstiges
Am 27. März 2024 wurde Rodrigues von einem luxemburgischen Gericht wegen drei Fällen von häuslicher Gewalt sowie Beleidigung von Polizeibeamten zu 18 Monaten Gefängnis auf Bewährung und einer Geldstrafe von 1.500 Euro verurteilt. Der Anwalt des Stürmer kündigte daraufhin an, gegen das Urteil in Berufung gehen zu wollen. Doch auch in zweiter Instanz blieb das Gericht im April 2025 beim gleichen Urteil für den Fußballprofi.